# Wedding Band
Wedding Band es una serie de comedia protagonizada por Brian Austin Green, Harold Perrineau, Peter Cambor y Derek Miller. La serie se estrenó en TBS, el 10 de noviembre de 2012 y finalizó el 19 de enero de 2013. La serie consta de una temporada de 10 episodios. Fue creada por Darin Moiselle y Josh Lobis. El 22 de enero de 2013, TBS oficialmente canceló la serie después de una temporada debido a los bajos índices de audiencia que obtuvo.

## Sinopsis
La serie sigue la vida de cuatro amigos que, apartando sus altos y bajos, pasan el tiempo tocando en una banda en bodas.

## Reparto
- Brian Austin Green como Tommy.
- Harold Perrineau como Stevie.
- Derek Miller como Barry Wilson.
- Peter Cambor como Eddie Wilson.
- Jenny Wade como Rachel.
- Kathryn Fiore como Det. Ingrid Wilson
- Melora Hardin como Roxie Rutherford.

## Temporadas
| Temporada | Temporada | Episodios | Horario                                | Estados Unidos          | Estados Unidos      |
| Temporada | Temporada | Episodios | Horario                                | Comienzo                | Final               |
| --------- | --------- | --------- | -------------------------------------- | ----------------------- | ------------------- |
|           | 1         | 10        | Sábados 10:00 p. m. Martes 10:00 p. m. | 10 de noviembre de 2012 | 19 de enero de 2013 |

### Lista de Episodios
| # (serie) | # (temp.) | Título                           | Director             | Escritor                       | Estreno en Estados Unidos | Audiencia (en millones) |
| --------- | --------- | -------------------------------- | -------------------- | ------------------------------ | ------------------------- | ----------------------- |
| 1         | 1         | «Pilot»                          | Bryan Gordon         | Josh Lobis & Darin Moiselle    | 10 de noviembre de 2012   | 1.84                    |
| 2         | 2         | «I Love College»                 | Michael Patrick Jann | James Eagan                    | 17 de noviembre de 2012   | 1.24                    |
| 3         | 3         | «Don't Forget About Me»          | Jennifer Getzinger   | Elizabeth Tippet               | 24 de noviembre de 2012   | 1.12                    |
| 4         | 4         | «Time of My Life»                | Adam Davidson        | Matt Pyken                     | 1 de diciembre de 2012    | 1.41                    |
| 5         | 5         | «Get Down on It»                 | Kevin Dowling        | Bridget Bedard                 | 8 de diciembre de 2012    | 1.06                    |
| 6         | 6         | «We Are Family»                  | Paul Holahan         | Alan R. Cohen & Alan Freedland | 15 de diciembre de 2012   | 1.03                    |
| 7         | 7         | «I Don't Wanna Grow Up»          | Phil Traill          | Alan R. Cohen & Alan Freedland | 22 de diciembre de 2012   | 1.29                    |
| 8         | 8         | «99 Problems»                    | Andrew Fleming       | Josh Lobis & Darin Moiselle    | 5 de enero de 2013        | 0.94                    |
| 9         | 9         | «Personal Universe»              | Peter Lauer          | Harley Peyton                  | 12 de enero de 2013       | 1.02                    |
| 10        | 10        | «End of the World As We Know It» | Timothy Busfield     | Josh Lobis & Darin Moiselle    | 19 de enero de 2013       | 1.12                    |

## Emisión Internacional
| País        | Canal          | Estreno                 | Horario              |
| ----------- | -------------- | ----------------------- | -------------------- |
| Australia   | Network Ten    | 5 de diciembre de 2012  | Miércoles 7:30 p. m. |
| Reino Unido | 5*             | 22 de marzo de 2013     | Viernes 10:00 p. m.  |
| Canadá      | MuchMore       | 10 de noviembre de 2012 | Sábado 10:00 p. m.   |
| Irlanda     | TV3            | 4 de enero de 2013      | Viernes 11:10 p. m.  |
| Portugal    | TVSéries       | 18 de diciembre de 2012 | Martes 9:15 p. m.    |
| Turquía     | CNBC-e         | 2013                    | -                    |
| Eslovenia   | Planet TV      | 9 de febrero de 2013    | Sábado 8:50 p. m.    |
| India       | Comedy Central | 24 de febrero de 2013   | Domingo 10:00 p. m.  |
| Lituania    | TV3            | 1 de julio de 2013      | Lunes 10:00 p. m.    |
| Israel      | Hot            | 2013                    | -                    |